# Лайош Мегей
Лайош Мегей (угор. Méhely Lajos або нім. Ludwig von Méhely; *24 серпня 1862 — †4 лютого 1953 або 1946) — угорський зоолог. Дослідник фауни Угорщини та суміжних країн, автор кількох наукових монографій і багатьох визнаних таксонів видового і надвидового рангу.

## Правильне написання імені і прізвища дослідника
В зоологічній літературі поширене помилкове тлумачення і написання прізвища дослідника як «Мегелі», але в угорській мові літера «у» означає лише пом'якшення попередньої приголосної і є відповідником «ь», а у випадку словосполучення «ly» читається як «й» (аналогічно «gy» як «дь»). Написання прізвища як «Мехей / Мехея» (Хамар, 1962) є невиправданим з фонетичної точки зору: recte Мегей (у називному відмінку). Електронні перекладачі подають ім'я Мегея з угорської українською як «Луї».

## Біографічні відомості
Народився в Угорщині в містечку Kisfaludszögi (нині Bodrogkisfalud) 24 серпня 1862 року. Щодо року смерті є суперечні відомості. За угорською вапедією (цит. далі) Л. Мегей помер в Будапешті 4 лютого 1953 року (за іншими джерелами 1946 року). Оскільки в зазначеному виданні вказують, що Л. Мегей помер у віці 83 роки, ймовірно, правильно вважати 1946 рік роком смерті.
Інформація про дослідника украй обмежена. Український сегмент інтернету не містить жодної суттєвої інформації про цього дослідника. Дещо є в угорськомовній вікіпедії. За цим джерелом відомо, що Лайош Мегей був професійним зоологом, професором університету. Закінчив Будапештський університет 1880 р., 1885 р. став викладачем Королівської державної природничої гімназії у Брашові. У 1896 році став співробітником Угорського національного природознавчого музею (MNM), де працював зоологом до 1912 року, а далі (до 1915) був його директором. [За французькою вікіпедією (цит.): «У 1913 році він очолив відділ зоології в музеї і став професором …. університету»]. 1915 року став професором зоології та анатомії в Королівському Угорському Університеті Петра Пазманя (Magyar Királyi Pázmány Péter Tudományegyetem) в Будапешті.
Опис герпетологічної частини наукових досліджень Л. Мегея, які становили постійний інтерес цього дослідника, наведено в огляді З. Коршоуша (Corsós, 2008). Згадано дослідження герпетофауни як віддалених країн (Гвінеї, Парагваю тощо), так і Угорщини і Карпат. Згадки про окремі результати полеотеріологічних (зокрема щодо викопних норицевих гризунів), хіроптерологічних (дослідження сучасних видів кажанів), родентологічних (вивчення мінливості сліпаків та мишівок), ентомологічних (систематика бджолиних) та інших досліджень знаходимо у всіх спеціальних оглядах і окремих статтях щодо фауни і систематики різних груп тварин (наприклад, Топачевский, 1969; Michener, 1997).
В час військових подій І світової війни став залученим до політичних подій у зв'язку з тим, що, як редактор наукового часопису (журнал «A Cél»), на початку 1919 р. став учасником суперечок щодо проблем дарвінізму і расизму. Після нападу на нього в 1930 році відмовився від членства в Угорській академії наук (MTA), а 1933 року, у розпал націонал-соціалістичної ідеології в країні, він пішов у відставку.
У 1945 році, після приходу до влади комуністів, народний суд заарештував Л. Мегея як «військового злочинця і антинародного агента». У віці 83 років Лайош Мегей помер у в'язниці.

## Таксони, описані Лайошом Мегеєм
Як зоолог Л. Мегей цікавився різними групами тварин, а переважно бджолами, крабами, амфібіями, плазунами і ссавцями. Найбільш цитованими у давній і сучасні літературі є праця Л. Мегея щодо кажанів (Méhely, 1900), гризунів родини сліпакових (Méhely, 1909) та бджолиних (Méhely, 1935).
Серед інших нових таксонів автором описано (хронологічний порядок):
- підвид степової гадюки — «угорська лучна гадюка», Vipera ursinii rakosiensis Méhely, 1893;
- рід новогвінейських амфібій (з родини Microhylidae) — Copiula Méhely, 1901;
- рід американських безхвостих амфібій (з родини Microhylidae) — Chiasmocleis Méhely, 1904;
- рід безхвостих амфібій (з родини Microhylidae) — Dermatonotus Méhely, 1904 («панцирні вузькороти»);
- вид скельних ящірок — Lacerta horvathi Méhely, 1904;
- викопного гризуна з роду давніх сліпаків — Prospalax priscus Méhely, 1908;
- гризуна, відомого у фауні України — Spalax polonicus Méhely, 1909 (syn. Spalax zemni Erxleben, 1777);
- близький до попереднього види гризунів — Spalax istricus Méhely, 1909 та Spalax antiquus Méhely, 1909 (наразі визнаються як волоські підвиди відомого для України Spalax graecus);
- вид скельних ящірок — Lacerta armeniaca Méhely, 1909 (ящірка вірменська; тепер часто як Darevskia armeniaca);
- два підроди гризунів родини сліпакових — Macrospalax Méhely, 1909 (малі сліпаки) Microspalax Méhely, 1909 (великі сліпаки) (у сучасних класифікаціях як Nannospalax та Spalax s. str., відповідно; назва Mesospalax Méhely, 1909 вважається nom. nud. [MSW3]);
- кілька підвидів понтичного сліпака (Nannospalax leucodon Nordmann, 1840) — Spalax hellenicus Méhely, 1909, Spalax hercegovinensis Méhely, 1909, Spalax serbicus Méhely, 1909, Spalax syrmiensis Méhely, 1909, Spalax transsylvanivus Méhely, 1909;
- кілька підвидів малоазійських малих сліпаків (Nannospalax ex gr. «leucodon»), зокрема сліпака Нерінга (Nannospalax nehringi Satunin, 1898) — anatolicus Méhely, 1909, cilicicus Méhely, 1909, Spalax monticola armeniacus Méhely, 1909;
- підвид степової гадюки Vipera ursinii macrops Méhely, 1911;
- малоазійську форму малих сліпаків (гризуни) — Spalax turcicus Méhely, 1913;
- гірську форму (можливо окремий вид) мишівок (Sicista Gray, 1827) — montana Méhely, 1913 (в Україні — в Карпатах, наразі розглядається у складі мишівки лісової, Sicista betulina Pallas, 1779); до складу цього ж виду входить описаний Мегеєм ще один підвид — tatricus Méhely, 1913;
- трибу гризунів (в межах Arvicolidae) — Fibrini Méhely, 1914;
- три роди викопних гризунів (в межах Arvicolidae) — Apistomys Méhely, 1914, Pliomys von Méhely, 1914 та Microtomys von Méhely, 1914 (syn. Cromeromys Zazhigin, 1980); у тому числі їхні види, серед яких — Pliomys episcopalis Méhely, 1914, Microtomys pusillus Méhely, 1914 (часто як Mimomys pussilus) та Mimomys petenyii Méhely, 1914 (інколи як Borsodia s.l.);
- роди перетинчастокрилих комах (палеарктичні Hylaeus) — Abrupta Méhely, 1935; Auricularia Méhely, 1935, Barbata Méhely, 1935, Campanularia Méhely, 1935, Dentigera Méhely, 1935, Fasciata Méhely, 1935, Impeifecta Méhely, 1935, Navicularia Méhely, 1935, Pectinata Méhely, 1935, Spatidaria Méhely, 1935, Thchota Méhely, 1935.

Окрім того, серед визначних заслуг Л. Мегея варто відмітити різноманітні рекласифікації, прийняті й дотепер. Як приклади: численні цитування авторства низки біноменів (узгоджень родових і видових назв): європейські нічниці Myotis daubentonii Méhely, 1900 comb. nov. та американські пергачі Eptesicus fuscus Méhely, 1900 comb. nov. (обидва таксони — колишні Vespertilio s.l.).

## Визнання
На честь дослідника названо кілька нових таксонів (комахи — за Michener, 1997):
- рід бджіл Mehelya Popov, 1939: 167, not Csiki, 1903, replacement for Barbara Mehely, 1935. Type species: Prosopis friesei Mfken [recte Afker?], 1904, by original designation. [Prosopis]. See Mehelyana. Hylaeinae.
- рід бджіл Mehelyana Sandhouse, 1943: 569, replacement for Barbara Mehely, 1935, and Mehelya Popov, 1939. Type species: Prosopis friesei A\fker\. 1904. autobasic. Hylaeinae.
- вид кажанів Rhinolophus mehelyi Matschie, 1910 — підковик Мегея.

## Види звірів Мегея у фауні України
- Для фауни України вказують знахідку виду кажана, названого на честь дослідника — підковик Мегея (Rhinolophus mehelyi Matschie, 1910): вид широко поширений у південних країнах, для фауни України його ідентифіковано в матеріалах з південнобережжя Криму (Дулицкий та ін., 2001).
- В Україні мешкає гризун родини сліпакових (Spalacidae), який був описаний Л. Мегеєм: сліпак подільський — Spalax polonicus Méhely, 1909 (syn. Spalax zemni Erxleben, 1777).
- В Україні мешкає штучно створена (на Житомирщині) популяція скельних ящірок Lacerta armeniaca Méhely, 1909 (ящірка вірменська; тепер часто як Darevskia armeniaca Méhely).

## Найвідоміші наукові праці Лайоша Мегея
- Méhely L. 1897a. Zur Herpetologie von Ceylon. — Természetrajzi Füzetek 20: 55-70.
- Méhely L. 1897b. Újabb adatokÚj-Guinea herpetológiájához. (Further contributions to the herpetology of New-Guinea.) — Természetrajzi Füzetek 20: 398–409, 409–419.
- Méhely L. 1898. An account of the Reptiles and Batrachians collected byMr. Lewis Bíró in New-Guinea. — Természetrajzi Füzetek 21: 165–178.
- Méhely L. 1900. Monographia chiropterorum Hungariae [Монографія кажанів Угорщини]. — Budapest: Nationaimuseum, 1900. — 372 p. [назва угорською: Magyarország denevéreinek monographiája]. >>> >>> pdf/djvu [Архівовано 16 січня 2011 у Wayback Machine.]
- Méhely L. 1901a. Adatok az új-guineai szûkszájú (Engystomatidae) békák ismeretéhez. (Beiträge zur Kenntnis der Engystomatiden von Neu-Guinea.) — Természetrajzi Füzetek 24: 169–216, 216–271.
- Méhely L. 1901b. Csúszómászók és kétéltûek. (Reptilien und Amphibien) / Horváth G. (ed.): Zichy Jenõ gróf harmadik ázsiai utazásának állattani eredményei. II. (Zoologische Ergebnisse der dritten asiatischen Forschungsreise des Grafen Eugen Zichy. II.) — Viktor Hornyánszky, Budapest & Karl w. Hiersemann, Leipzig, pp. 43-68.
- Méhely L. 1902. Csúszómászók és kétéltûek. [Reptilians and amphibians.] // Horváth, G. (ed.): A Magyar Nemzeti Múzeum Állattára. I. Az állattár története. [Department of Zoology of the Hungarian Natural History Museum. I. The history of the Department.] Hungarian National Museum, Budapest, pp. 234-236.
- Méhely L. 1904. Investigations on Paraguayan Batrachians. — Annales historico-naturales Musei nationalis hungarici 2: 207–232.
- Méhely L. 1909. Species generis Spalax. Die arten der blindmäuse in systematischer und phylogenetische Beziehung [Види роду Spalax: види сліпаків в систематичних і філогенетичних взаєминах] // Mathematische und naturwissenschaftliche Berichte aus Ungarn, 28: 1-390; 28: pls. 1-33. [угорською: A földikutyák fajai származástani és rendszertani tekintetben].
- Méhely L., von, 1909. Materialien zu einer Systematik und Phylogenie der Muralis-ahnlichen Lacerten // Ann. Hist. Nat. Musei Natl. Hung. 7: 409–621.
- Méhely L. 1911. A Természetrajzi Múzeum jelene és jövõje. [Present and future of the Natural History Museum.] — Budapesti Szemle 146: 417–434.
- Méhely L., von, 1913. Die streifenmäuse (Sicistinae) Europas [Мишівки (Sicistinae) Європи] // Annales Historico-Naturales Musei Nationalis Hungarici, 11: 220–256. [угорською: «Magyarország csikós-egerei»; за деякими джерелами працю видано в: «Mathem. és Term. tud. Közlem. 31 (1): 3-4»].
- Méhely L., von, 1914. Fibrinae Hungariae. Die ternären und quaternären wur zelzähnigen Wühlmäuse Ungarns // Ann. Hist. Natur. Mus. Nat. Hung. Bd. 12. S. 155–243.
- Mehely L., 1935. Naturgeschlchte der Urbienen. Budapest: Stephaneum Nyomda és Könyvkiadó. 214 pp., 60 pis.

- інші праці Л. Мегея за угорськими джерелами (угорські транскрипції):
  - Magyarország barnabékái (1892),
  - A Barcaság herpetológiai viszonyai (1892),
  - Magyarország kurta-kígyói (1895) [гадюки Угорщини],
  - Az ősméhek természetrajza (1936).

## Зоологічні огляди в Україні, в яких цитують праці Л. Мегея
- Абелєнцев В. I., Підоплічко I. Г., Попов Б. М. Загальна характеристика ссавців. Комахоїдні, кажани. — Київ: Наукова думка, 1956. — 448 с. — (Фауна України. Том 1, вип. 1). >>> html + pdf
- Загороднюк И. В. Обзор рецентных таксонов Muroidea (Mammalia), описанных с территории Украины (1777–1990) // Вестник зоологии. — 1992. — Том 26, № 2. — С. 39-48. >>> pdf [Архівовано 7 січня 2018 у Wayback Machine.]
- Загороднюк І. Бібліографія щодо фауни кажанів України // Європейська ніч кажанів '98 в Україні. — Київ, 1998. — С. 184–197. — (Праці Теріологічної школи, випуск 1). >>> pdf
- Загороднюк І. В. Таксономія і номенклатура немишовидних гризунів фауни України // Збірник праць Зоологічного музею. — Київ, 2008–2009. — № 40. — С. 147–185. >>> pdf [Архівовано 9 грудня 2017 у Wayback Machine.]
- Коробченко М., Загороднюк І. Таксономія та рівні диференціації сліпаків (Spalacidae) фауни України і суміжних країн // Науковий вісник Ужгород. ун-ту. Серія Біологія. — 2009. — Вип. 26. — С. 13-26. >>> pdf [Архівовано 25 жовтня 2014 у Wayback Machine.]
- Татаринов К. А. Звірі західних областей України (Матеріали до вивчення фауни Української РСР). — Київ: Вид-во Академії наук Української РСР, 1956. — 188 с. >>> html [Архівовано 13 вересня 2007 у Wayback Machine.]
- Топачевский В. А. [Архівовано 8 жовтня 2011 у Wayback Machine.] Слепышовые (Spalacidae). — Ленинград: Наука, 1969. — 248 с. — (Фауна СССР. Том 3. Млекопитающие. Выпуск 3).